# Virmantas Velikonis
Virmantas Velikonis (* 15. Oktober 1934 in Kaunas; † 15. Februar 2012) war ein litauischer Politiker und Agronom.

## Leben
Nach dem Abitur 1954 an der Mittelschule Kėdainiai absolvierte er 1959 das Diplomstudium der Agronomie an der Lietuvos žemės ūkio akademija. Von 1959 bis 1961 war er Vorstandsvorsitzender im  „Pergalė“-Kolchos der Rajongemeinde Kėdainiai, von  1961 bis 1968 Leiter der Plankommission im Ausführungskomitee des Rajons Kėdainiai, von 1977 bis 1992 Leiter des Kolchoses Ramygala (in Sowjetlitauen). Von 1992 bis 2004 war er Mitglied des Seimas.
Von 2005 bis 2007 und von 2007 bis 2008 war er Mitglied im Rat der Rajongemeinde Panevėžys.

## Quelle
- Leben

| Personendaten    | Personendaten                     |
| ---------------- | --------------------------------- |
| NAME             | Velikonis, Virmantas              |
| KURZBESCHREIBUNG | litauischer Politiker und Agronom |
| GEBURTSDATUM     | 15. Oktober 1934                  |
| GEBURTSORT       | Kaunas                            |
| STERBEDATUM      | 15. Februar 2012                  |
| STERBEORT        | Litauen                           |